# Coupe de France de rugby à XV 1945-1946
Navigation
Coupe de France 1944-1945 Coupe de France 1946-1947
L'édition 1945-1946 de la coupe de France est la 10e édition de la coupe de France.

## Matchs joués

### Huitièmes de finale
| 7 avril 1946 | Stade toulousain | 10 - 3 | RC Narbonne |  |
| 7 avril 1946 |                  |        |             |  |
| 7 avril 1946 |                  |        |             |  |

| 7 avril 1946 | Paris UC | 6 - 5 | FC Lourdes |  |
| 7 avril 1946 |          |       |            |  |
| 7 avril 1946 |          |       |            |  |

| 7 avril 1946 | AS Montferrand | 13 - 4 | Stadoceste tarbais |  |
| 7 avril 1946 |                |        |                    |  |
| 7 avril 1946 |                |        |                    |  |

| 13 avril 1946 | USA Perpignan | 14 - 3 | US Cognac |  |
| 13 avril 1946 |               |        |           |  |
| 13 avril 1946 |               |        |           |  |

| 7 avril 1946 | Section paloise | 12 - 6 | CA Bègles |  |
| 7 avril 1946 |                 |        |           |  |
| 7 avril 1946 |                 |        |           |  |

| 7 avril 1946 | SU Agen | 8 - 5 | US Montauban |  |
| 7 avril 1946 |         |       |              |  |
| 7 avril 1946 |         |       |              |  |

| 7 avril 1946 | Biarritz olympique | 11 - 0 | Castres olympique |  |
| 7 avril 1946 |                    |        |                   |  |
| 7 avril 1946 |                    |        |                   |  |

| 7 avril 1946 | Aviron bayonnais | 15 - 11 | RC Toulon |  |
| 7 avril 1946 |                  |         |           |  |
| 7 avril 1946 |                  |         |           |  |

## Tableau final
|  | Quarts de finale        | Quarts de finale        | Quarts de finale        | Quarts de finale        |                  |                  | Demi-finales          | Demi-finales          | Demi-finales          | Demi-finales          |  |  | Finale                | Finale                | Finale                | Finale                |
|  |                         |                         |                         |                         |                  |                  |                       |                       |                       |                       |  |  |                       |                       |                       |                       |
|  | 14 avril 1946, Biarritz | 14 avril 1946, Biarritz | 14 avril 1946, Biarritz | 14 avril 1946, Biarritz |                  |                  | 4 mai 1946, Marseille | 4 mai 1946, Marseille | 4 mai 1946, Marseille | 4 mai 1946, Marseille |  |  | 11 mai 1946, Bordeaux | 11 mai 1946, Bordeaux | 11 mai 1946, Bordeaux | 11 mai 1946, Bordeaux |
|  | 14 avril 1946, Biarritz | 14 avril 1946, Biarritz | 14 avril 1946, Biarritz | 14 avril 1946, Biarritz |                  |                  | 4 mai 1946, Marseille | 4 mai 1946, Marseille | 4 mai 1946, Marseille | 4 mai 1946, Marseille |  |  | 11 mai 1946, Bordeaux | 11 mai 1946, Bordeaux | 11 mai 1946, Bordeaux | 11 mai 1946, Bordeaux |
|  | Stade toulousain        | Stade toulousain        | 16                      | 16                      |                  |                  | 4 mai 1946, Marseille | 4 mai 1946, Marseille | 4 mai 1946, Marseille | 4 mai 1946, Marseille |  |  | 11 mai 1946, Bordeaux | 11 mai 1946, Bordeaux | 11 mai 1946, Bordeaux | 11 mai 1946, Bordeaux |
|  | Stade toulousain        | Stade toulousain        | 16                      | 16                      |                  |                  | 4 mai 1946, Marseille | 4 mai 1946, Marseille | 4 mai 1946, Marseille | 4 mai 1946, Marseille |  |  | 11 mai 1946, Bordeaux | 11 mai 1946, Bordeaux | 11 mai 1946, Bordeaux | 11 mai 1946, Bordeaux |
|  | Paris UC                | Paris UC                | 3                       | 3                       |                  |                  | 4 mai 1946, Marseille | 4 mai 1946, Marseille | 4 mai 1946, Marseille | 4 mai 1946, Marseille |  |  | 11 mai 1946, Bordeaux | 11 mai 1946, Bordeaux | 11 mai 1946, Bordeaux | 11 mai 1946, Bordeaux |
|  | Paris UC                | Paris UC                | 3                       | 3                       | Stade toulousain | Stade toulousain | 14                    | 14                    |                       |                       |  |  | 11 mai 1946, Bordeaux | 11 mai 1946, Bordeaux | 11 mai 1946, Bordeaux | 11 mai 1946, Bordeaux |
|  | 21 avril 1946, Toulouse |                         |                         |                         | Stade toulousain | Stade toulousain | 14                    | 14                    |                       |                       |  |  | 11 mai 1946, Bordeaux | 11 mai 1946, Bordeaux | 11 mai 1946, Bordeaux | 11 mai 1946, Bordeaux |
|  |                         |                         | AS Montferrand          | AS Montferrand          | 6                | 6                |                       |                       |                       |                       |  |  | 11 mai 1946, Bordeaux | 11 mai 1946, Bordeaux | 11 mai 1946, Bordeaux | 11 mai 1946, Bordeaux |
|  | AS Montferrand          | AS Montferrand          | AS Montferrand          | AS Montferrand          | 6                | 6                | 14                    | 14                    |                       |                       |  |  | 11 mai 1946, Bordeaux | 11 mai 1946, Bordeaux | 11 mai 1946, Bordeaux | 11 mai 1946, Bordeaux |
|  | AS Montferrand          | AS Montferrand          | 4 mai 1946, Toulouse    |                         |                  |                  | 14                    | 14                    |                       |                       |  |  | 11 mai 1946, Bordeaux | 11 mai 1946, Bordeaux | 11 mai 1946, Bordeaux | 11 mai 1946, Bordeaux |
|  | USA Perpignan           | USA Perpignan           | 5                       | 5                       |                  |                  |                       |                       |                       |                       |  |  | 11 mai 1946, Bordeaux | 11 mai 1946, Bordeaux | 11 mai 1946, Bordeaux | 11 mai 1946, Bordeaux |
|  | USA Perpignan           | USA Perpignan           | 5                       | 5                       | Stade toulousain | Stade toulousain | 6                     | 6                     |                       |                       |  |  |                       |                       |                       |                       |
|  | 14 avril 1946, Paris    |                         |                         |                         | Stade toulousain | Stade toulousain | 6                     | 6                     |                       |                       |  |  |                       |                       |                       |                       |
|  |                         |                         | Section paloise         | Section paloise         | 3                | 3                |                       |                       |                       |                       |  |  |                       |                       |                       |                       |
|  | Section paloise         | Section paloise         | Section paloise         | Section paloise         | 3                | 3                | 8                     | 8                     |                       |                       |  |  |                       |                       |                       |                       |
|  | Section paloise         | Section paloise         |                         |                         |                  |                  |                       |                       |                       |                       |  |  |                       |                       |                       |                       |
|  | SU Agen                 | SU Agen                 | 3                       | 3                       |                  |                  |                       |                       |                       |                       |  |  |                       |                       |                       |                       |
|  | SU Agen                 | SU Agen                 | 3                       | 3                       | Section paloise  | Section paloise  | 19                    | 19                    |                       |                       |  |  |                       |                       |                       |                       |
|  | 14 avril 1946, Lyon     |                         |                         |                         | Section paloise  | Section paloise  | 19                    | 19                    |                       |                       |  |  |                       |                       |                       |                       |
|  |                         |                         | Biarritz olympique      | Biarritz olympique      | 3                | 3                |                       |                       |                       |                       |  |  |                       |                       |                       |                       |
|  | Biarritz olympique      | Biarritz olympique      | Biarritz olympique      | Biarritz olympique      | 3                | 3                | 16                    | 16                    |                       |                       |  |  |                       |                       |                       |                       |
|  | Biarritz olympique      | Biarritz olympique      |                         |                         |                  |                  |                       | 16                    |                       |                       |  |  |                       |                       |                       |                       |
|  | Aviron bayonnais        | Aviron bayonnais        | 8                       | 8                       |                  |                  |                       |                       |                       |                       |  |  |                       |                       |                       |                       |
|  | Aviron bayonnais        | Aviron bayonnais        | 8                       | 8                       |                  |                  |                       |                       |                       |                       |  |  |                       |                       |                       |                       |
|  |                         |                         |                         |                         |                  |                  |                       |                       |                       |                       |  |  |                       |                       |                       |                       |

## Finale
| 11 mai 1946 | Stade toulousain                                           | 6 - 3, | Section paloise            | Stadium, Bordeaux 23 000 spectateurs Arbitre : Jean Callède |
| 11 mai 1946 | Essai(s) : 1 Lassègue (50e) Pénalité(s) : 1 Gaussens (75e) |        | Essai(s) : 1 J.Lauga (65e) | Stadium, Bordeaux 23 000 spectateurs Arbitre : Jean Callède |
| 11 mai 1946 |                                                            |        |                            | Stadium, Bordeaux 23 000 spectateurs Arbitre : Jean Callède |

| Stade toulousain Titulaires André Melet 15 Henri Dutrain 14 André Brouat 13 Pierre Gaussens 12 Jean Lassègue 11 Roger Baqué 10 Yves Bergougnan 9 Albert Caraguel 8 Yves Noé 7 Robert Barran 6 J-B. Carrère 5 Émile Fabre 4 F. Vidal 3 Félix Lopez 2 Manzoni 1 Entraîneur Louis Brané |  |  |  | Section paloise Titulaires 15 Jean Carmouze 14 Robert Duthen 13 René Desclaux 12 Pierre Lauga 11 André Guitard 10 Auguste Lassalle 9 Théo Cazenave 8 Paul Theux 7 Édouard Salsé 6 Jean Lauga 5 Marcel Tucoo-Chala 4 Pierre Aristouy 3 Henri Larrat 2 Lucien Martin 1 Paul Moncassin Entraîneur Albert Cazenave |